# Skodsborg Station
Skodsborg Station er en dansk jernbanestation i Skodsborg i Nordsjælland. Den blev taget i brug ved indvielsen af Kystbanen 2. august 1897. Stationsbygningen på banens østside og pavillionen med ventesal på vestsiden er begge tegnet af Heinrich Wenck.

## Antal rejsende
Ifølge Østtællingen var udviklingen i antallet af dagligt afrejsende: 
| År   | Antal | År   | Antal | År   | Antal | År   | Antal |
| ---- | ----- | ---- | ----- | ---- | ----- | ---- | ----- |
| 1984 | 537   | 1993 | 540   | 2000 | 722   | 2005 | 599   |
| 1987 | 600   | 1995 | 607   | 2001 | 689   | 2006 | 638   |
| 1990 | 582   | 1996 | 604   | 2002 | 660   | 2007 | 500   |
| 1991 | 674   | 1997 | 676   | 2003 | 617   | 2008 | 640   |
| 1992 | 552   | 1998 | 608   | 2004 | 716   |      |       |